# Radoslav Dimitrov
Radoslav Bončev Dimitrov (in bulgaro Радослав Бончев Димитров?; Loveč, 12 agosto 1988) è un calciatore bulgaro, difensore dello Spartak Varna.

## Carriera

### Club
Ha giocato nella prima divisione bulgara con le maglie di Slavia Sofia e Montana. In seguito ha giocato anche nella prima divisione rumena.

### Nazionale
Ha esordito in nazionale nel 2013.

## Palmarès

### Club

#### Competizioni nazionali
- Coppa di Romania: 2

Sepsi: 2021-2022, 2022-2023
- Supercoppa di Romania: 1

Sepsi: 2022